# Болтишківська сільська рада
| Болтишківська сільська рада — орган місцевого самоврядування у Криничанському районі Дніпропетровської області з адміністративним центром у c. Болтишка. Сільській раді підпорядковані населені пункти: - c. Болтишка - с. Калинівка - с. Олександрівка |

## Склад ради
Рада складається з 16 депутатів та голови.

## Керівний склад сільської ради
| ПІБ                            | Основні відомості                                                         | Дата обрання | Дата звільнення |
| ------------------------------ | ------------------------------------------------------------------------- | ------------ | --------------- |
| Патійчук Ніна Михайлівна       | Сільський голова, 1952 року народження, освіта, позапартійна              | 26.03.2006   | 08.04.2010      |
| Хомченко Валентина Анатоліївна | Сільський голова, 1965 року народження, освіта вища, член Партії регіонів | 31.10.2010   |                 |

Примітка: таблиця складена за даними джерела

## Розташування
Болтишківська сільська рада розташована в центральній частині Криничанського району Дніпропетровської області, за 40 км від районного центру, вздовж берегів річки Базавлук.

## Соціальна сфера
на території селищної ради знаходяться такі об'єкти соціальної сфери:
- Болтишська середня загальноосвітня школа;
- Болтишський фельдшерсько-акушерський пункт;
- Калиновський фельдшерсько-акушерський пункт;
- Болтишський будинок культури;
- Болтишська сільська бібліотека.